# Ole Bornemann (redaktør)
 Der er flere personer med dette navn, se Ole Bornemann.
Ole Bornemann (født 25. juli 1928 i København, død 12. oktober 2010 i Frankrig) var en dansk krimiforfatter og restauratør og gift med Birgitte Reimer.
Han modtog Det Danske Kriminalakademis debutantpris 2001.